# Villiers-en-Désœuvre
Villiers-en-Désœuvre é uma comuna francesa na região administrativa da Normandia, no departamento de Eure. Estende-se por uma área de 14,62 km². Em 2010 a comuna tinha 954 habitantes (densidade: 65,3 hab./km²).